# Takumi Nemoto

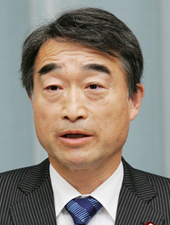
Takumi Nemoto, 2012

Takumi Nemoto (jap. 根本 匠 Nemoto Takumi; * 7. März 1951 in Kōriyama, Präfektur Fukushima) ist ein japanischer Politiker (LDP, darin zuletzt Kishida-Faktion). Von 1993 bis 2024 war er mit Unterbrechung (2009–12) Mitglied des Abgeordnetenhauses, dem Unterhaus des Parlaments, zuletzt für den Wahlkreis Fukushima 2, und war unter anderem Wiederaufbauminister und Minister für Gesundheit, Arbeit und Soziales.
Nemoto wurde nach Abschluss seines Studiums an der wirtschaftswissenschaftlichen Fakultät der Universität Tokio 1974 Beamter im Bauministerium. 1991 verließ er das Ministerium und kandidierte bei der Abgeordnetenhauswahl 1993 im damaligen viermandatigen Wahlkreis Fukushima 1. Mit dem zweithöchsten Stimmenanteil hinter Tokunosuke Kaneko (Erneuerungspartei) und noch vor Amtsinhaber Teruhiko Mashiko (LDP) und dem zum zweiten Mal antretenden Tatsuo Satō (LDP) gewann Nemoto ein Mandat. Nach der Wahlrechtsreform wurde er seit 1996 im neuen Einmandatswahlkreis Fukushima 2 fünfmal bestätigt. Nur bei der LDP-Erdrutschniederlage 2009 unterlag er der Demokratin Kazumi Ōta und verfehlte auch eine Wiederwahl im Verhältniswahlblock Tōhoku.
Nemoto war unter anderem parlamentarischer Staatssekretär im Sozialministerium (Kabinett Obuchi und 1. Umbildung, 1998–1999), Berater des Premierministers und gleichzeitig Vizeminister im Kabinettsamt (Kabinett Koizumi I (1. Umbildung), 2002–2003). Von 2003 bis 2004 saß er dem Ausschuss für Wirtschaft und Industrie im Abgeordnetenhaus vor. Nach seiner Rückkehr ins Abgeordnetenhaus bei der Wahl 2012 berief ihn Ministerpräsident Shinzō Abe als Wiederaufbauminister in sein zweites Kabinett. Bei der Kabinettsumbildung im September 2014 wurde er durch Wataru Takeshita abgelöst. Von Oktober 2018 bis September 2019 war er im zum ersten Mal umgebildeten vierten Kabinett Abe Minister für Gesundheit, Arbeit und Soziales.
Im September 2024 kündigte er seinen Rückzug zur nächsten allgemeinen Abgeordnetenhauswahl an. Bei der bereits im Oktober folgenden Wahl kandidierte sein Sohn Taku mit LDP-Nominierung im neu zugeschnittenen Wahlkreis Fukushima 2 und unterlag zwar Kōichirō Genba (KDP, vorher alter Wahlkreis 3), gewann aber mit einer hinreichend knappen Niederlage den fünften und letzten LDP-Sitz bei der Verhältniswahl in Tōhoku.